# Preacher (série de televisão)
Preacher é uma série de televisão americana desenvolvida por Evan Goldberg, Seth Rogen e Sam Catlin para a emissora AMC, e estrelada por Dominic Cooper. É uma adaptação da série em quadrinhos de mesmo nome, criada por Garth Ennis e Steve Dillon, e publicado pelo selo da Vertigo, da DC Comics. A série foi oficializada em 9 de setembro de 2015, com ordem de dez episódios para a primeira temporada, que estreou em 22 de maio de 2016.
Em 29 de junho de 2016, a AMC anunciou a segunda temporada da série, que estreou em 25 de junho de 2017. Em 26 de outubro de 2017, foi confirmado que haveria uma terceira temporada da série, que estreou em 24 de junho de 2018. A série foi então renovada para uma quarta e última temporada em 29 de novembro de 2018, tendo sua estreia em 4 de agosto de 2019. Após quatro anos em exibição, Preacher foi finalizada em 29 de setembro de 2019.

## Resumo
| Temporada | Temporada | Episódios | Episódios | Originalmente exibido | Originalmente exibido  |
| Temporada | Temporada | Episódios | Episódios | Estreia da temporada  | Final da temporada     |
| --------- | --------- | --------- | --------- | --------------------- | ---------------------- |
|           | 1         | 10        | 10        | 22 de maio de 2016    | 31 de julho de 2016    |
|           | 2         | 13        | 13        | 25 de junho de 2017   | 11 de setembro de 2017 |
|           | 3         | 10        | 10        | 24 de junho de 2018   | 26 de agosto de 2018   |
|           | 4         | 10        | 10        | 4 de agosto de 2019   | 20 de setembro de 2019 |

### 1ª temporada (2016)
A série apresenta a história de Jesse Custer, um pastor de uma pequena cidade texana que tenta seguir os passos do seu falecido pai, tomando conta das pregações na igreja local. O pastor acaba sendo possuído por Gênesis, uma entidade que está sendo procurada pelos anjos e que concedeu o dom da Palavra a Custer. Sua ex-namorada Tulip O'Harer volta para a cidade e não acredita que ele mudou tanto. A série também apresenta Cassidy, um vampiro irlandês que acaba se tornando melhor amigo do Pastor.

### 2ª temporada (2017)
Após a pequena cidade de Annville explodir devido a um grande vazamento de metano, Jesse, Tulip e Cassidy viajam pelas estradas atrás de Deus, pois eles descobriram que Ele sumiu do paraíso e anda pela Terra. Em seu encalço está o implacável Santo dos Assassinos contratado pelos anjos para destruir o Gênesis, e, em sua jornada, eles acabam em Nova Orleans. Mas o Santo não é o único oponente do trio, uma organização conhecida como O Graal acaba descobrindo sobre os poderes de Jesse e passar a observar seus passos.

### 3ª temporada (2018)
Para o desespero de Jesse, Tulip acaba sendo assassinada por uma agente do Graal, e isso faz com que ele e Cassidy viajem até  uma propriedade chamada Angelville, para que a avó diabólica do pastor possa ressuscitar Tulip através da magia. Evidente que para tudo há um preço, e o pastor acaba ficando preso, sob contrato de sangue, na casa de sua avó Marie L’Angelle, que o força a trabalhar para pagar antigas dividas. Enquanto isso, a organização O Graal continua procurando o pastor, lhe querendo como o substituto do Messias, que sofre de sérios problemas mentais.

### 4ª temporada (2019)
Depois de resolver seus antigos assuntos com sua avó, Jesse e Tulip vão até o Oriente Médio a fim de resgatar Cassidy, que foi sequestrado e mantido refém sob tortura na sede milenar do Graal, Masada. Além disso, Jesse tem como objetivo por um fim nos planos do Graal de ajudar Deus a causar o apocalípse e usar Humperdoo como Messias. A busca de Jasse Custer por Deus já a beira do fanatismo finalmente resulta em lutas extremamente violentas.

## Elenco e personagens

### Principal
| Ator             | Personagem                          | Temporadas   | Temporadas   | Temporadas | Temporadas   |
| Ator             | Personagem                          | 1            | 2            | 3          | 4            |
| ---------------- | ----------------------------------- | ------------ | ------------ | ---------- | ------------ |
| Dominic Cooper   | Jesse Custer                        | Principal    | Principal    | Principal  | Principal    |
| Joseph Gilgun    | Cassidy                             | Principal    | Principal    | Principal  | Principal    |
| Ruth Negga       | Tulip O'Hare                        | Principal    | Principal    | Principal  | Principal    |
| Lucy Griffiths   | Emily Woodrow                       | Principal    |              |            |              |
| W. Earl Brown    | Xerife Hugo Root                    | Principal    | Participação |            |              |
| Derek Wilson     | Donnie Schenck                      | Principal    |              |            |              |
| Ian Colletti     | Eugene "Cara-de-Cu" Root            | Principal    | Principal    | Principal  | Principal    |
| Tom Brooke       | Fiore                               | Principal    | Participação |            | Participação |
| Anatol Yusef     | DeBlanc                             | Principal    |              |            |              |
| Graham McTavish  | O Santo dos Assassinos              | Principal    | Principal    | Principal  | Principal    |
| Pip Torrens      | Herr Starr                          | Participação | Principal    | Principal  | Principal    |
| Noah Taylor      | Adolf Hitler                        |              | Principal    | Principal  | Principal    |
| Julie Ann Emery  | Sarah Featherstone                  |              | Principal    | Principal  | Principal    |
| Malcolm Barrett  | Hoover                              |              | Recorrente   | Principal  |              |
| Colin Cunningham | T.C.                                |              | Participação | Principal  |              |
| Betty Buckley    | Marie "Vovó" L'Angelle              |              | Participação | Principal  |              |
| Mark Harelik     | Ele mesmo / Deus                    | Participação | Participação | Recorrente | Principal    |
| Tyson Ritter     | Humperdoo, o Messias / Jesus Cristo |              | Participação | Recorrente | Principal    |

### Recorrente
| Ator               | Personagem           | Temporadas | Temporadas | Temporadas | Temporadas |  |
| Ator               | Personagem           | 1          | 2          | 3          | 4          |  |
| ------------------ | -------------------- | ---------- | ---------- | ---------- | ---------- |  |
| Jackie Earle Haley | Odin Quincannon      | Recorrente |            |            |            |  |
| Ricky Mabe         | Miles Person         | Recorrente |            |            |            |  |
| Jamie Anne Allman  | Betsy Schenck        | Recorrente |            |            |            |  |
| Nathan Darrow      | John Custer          | Recorrente |            |            |            |  |
| Juliana Potter     | Susan                | Recorrente |            |            |            |  |
| Ronald Guttman     | Denis                |            | Recorrente |            |            |  |
| Justin Prentice    | Tyler                |            | Recorrente |            |            |  |
| Amy Hill           | Sra. Mannering       |            | Recorrente |            |            |  |
| Jeremy Childs      | Jody                 |            |            | Recorrente |            |  |
| Jonny Coyne        | Allfather D'Aronique |            |            | Recorrente |            |  |
| Adam Croasdell     | Eccarius             |            |            | Recorrente |            |  |
| Prema Cruz         | Sabina Boyd          |            |            | Recorrente |            |  |
| Jason Douglas      | Satanás              |            |            | Recorrente |            |  |
| David Field        | Arcanjo              |            |            |            | Recorrente |  |

## Produção

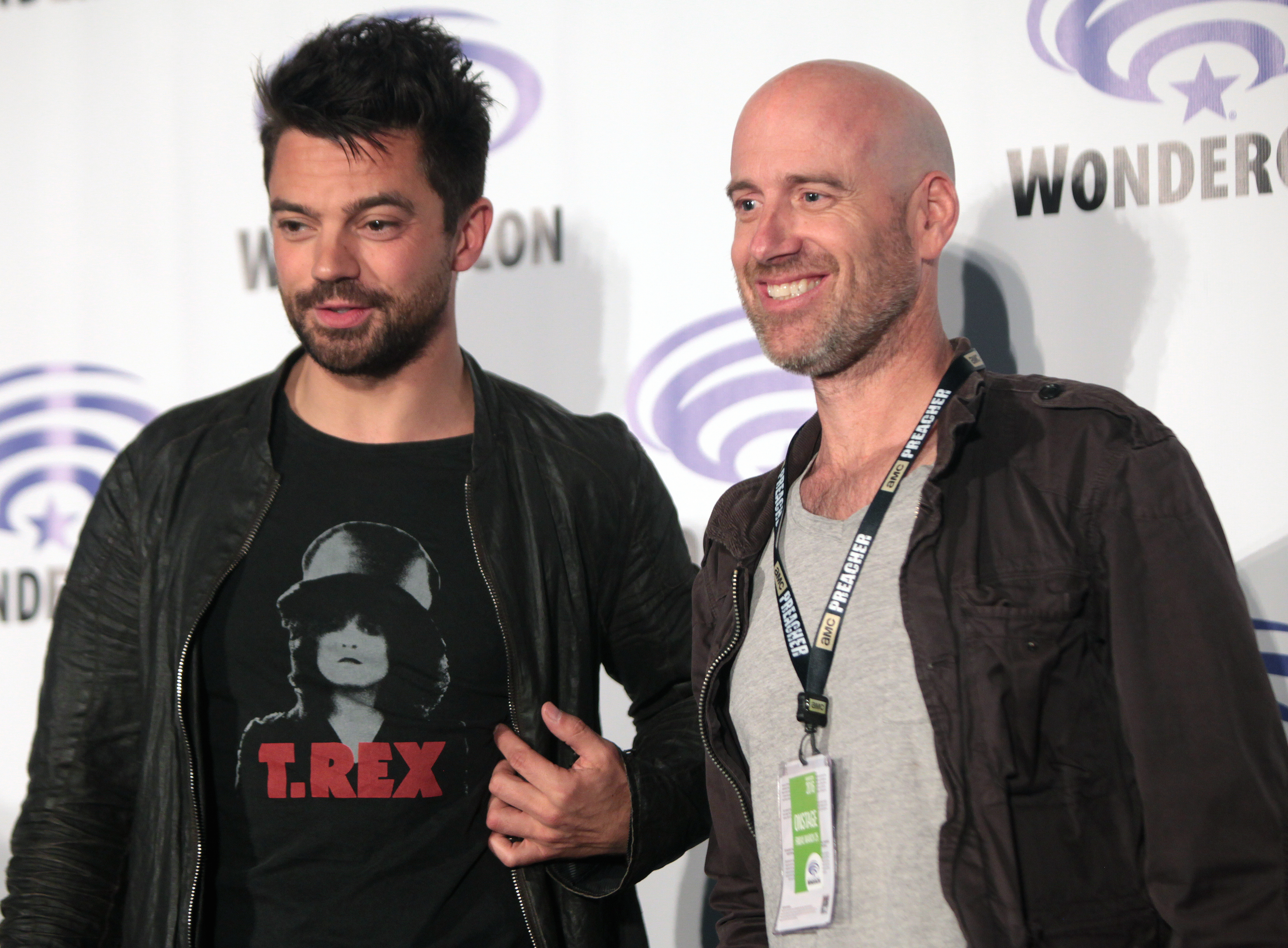
Dominic Cooper (à esquerda) e Sam Catlin (à direita) promovendo Preacher em 2016, na WonderCon, Califórnia.

Em 16 de novembro de 2013, foi anunciado que a emissora AMC havia dado sinal verde para o desenvolvimento de uma série de televisão baseada na série em quadrinhos Preacher, publicada pelo selo da Vertigo, da DC Comics. Em 18 de novembro de 2013, foi revelado que Seth Rogen e Evan Goldberg estavam desenvolvendo o episódio piloto da série, juntamente com Sam Catlin, e que a série seria distribuída pela Sony Pictures Television. Em 6 de fevereiro de 2014, a AMC encomendou o piloto de um roteiro que seria escrito por Seth Rogen e Evan Goldberg, e confirmou que Sam Catlin seria o showrunner. No dia 3 de dezembro de 2014, a AMC finalmente encomendou o episódio piloto, escrito por Sam Catlin, que ainda começaria a ser filmado. Os criadores da historia original, Steve Dillon e Garth Ennis, foram convidados para serem os co-produtores executivos da série.

### Escolha de elenco
Em março de 2015, Ruth Negga foi escalada como Tulip O'Hare, ex-namorada de Jesse Custer, e Joseph Gilgun foi escalado como Cassidy, um vampiro irlandês e o melhor amigo do ex-pastor Jesse Custer. Em abril de 2015, Lucy Griffiths foi escalada como Emily Woodrow e Dominic Cooper foi escalado como Jesse Custer.

### Filmagens
Em 14 de maio de 2015, Seth Rogen revelou no Twitter que as filmagens do episódio piloto de Preacher haviam começado. Além disso, Seth Rogen revelou que ele e Evan Goldberg iriam dirigir o episódio piloto.

## Recepção

### Avaliação dos críticos
A primeira temporada recebeu críticas amplamente positivas dos críticos. O site de agregação de resenhas Rotten Tomatoes deu à temporada uma classificação de aprovação de 89%, com base em 70 resenhas, com uma classificação média de 7,64/10. O consenso crítico do site afirma: "Uma celebração emocionante do bizarro, Preacher ostenta sangue, alegria e astúcia o suficiente para tornar esta adaptação visualmente deslumbrante uma visita obrigatória para fãs de quadrinhos e novatos." O Metacritic, que usa uma média ponderada, descobriu que a primeira temporada recebeu "críticas geralmente favoráveis" com uma pontuação de 76 em 100, com base em 37 críticos. Eric Goldman, do IGN, deu ao episódio piloto uma nota 8,8/10, elogiando a "grande mistura de elementos cômicos e de terror" e o "excelente elenco", elogiando particularmente a Tulip de Ruth Negga.
A segunda temporada recebeu críticas geralmente positivas dos críticos. No Rotten Tomatoes, a temporada tem uma taxa de aprovação de 91%, com base em 24 avaliações, com uma classificação média de 7,67/10. O consenso crítico do site afirma: "A segunda temporada do Preacher se beneficia de uma narrativa mais focada, sem sacrificar sua diversão linda, violenta e insana." No Metacritic, a série novamente recebeu "críticas geralmente favoráveis" com uma pontuação de 76 de 100 para a segunda temporada, com base em 9 críticos.
A terceira temporada tem uma taxa de aprovação de 92% no Rotten Tomatoes, com base em 12 avaliações, com uma média de 7,71/10. O consenso crítico do site afirma: "Preacher retorna à sua deliciosa devassidão, mas com uma mão mais estável e melhor equilíbrio, elevando o drama sem diminuir o impacto." No IGN, Jesse Scheeden deu à estreia da temporada uma pontuação de 8.7 de 10 e afirmou que "Preacher está finalmente se aventurando em uma das melhores e mais perturbadoras peças dos quadrinhos, e até agora a nova temporada parece estar indo na direção certa. 'Angelville' consegue contar uma história sombria e focada, uma que estabelece a relação entre Jesse e sua avó e faz nossos heróis se sentirem mais vulneráveis do que nunca."
No Rotten Tomatoes, a quarta e última temporada tem uma taxa de aprovação de 75%, com base em 10 avaliações, com uma classificação média de 7,32/10. O consenso crítico do site afirma, "Preacher retorna criativamente violento, sangrento e profano como sempre, mas parece estar perdendo o fôlego em sua temporada final."

### Audiência
| Temporada | Horário (ET)                               | Episódios | Estreia             | Estreia                | Final                  | Final                  | Média da audiência (em milhões) |
| Temporada | Horário (ET)                               | Episódios | Data                | Audiência (em milhões) | Data                   | Audiência (em milhões) | Média da audiência (em milhões) |
| --------- | ------------------------------------------ | --------- | ------------------- | ---------------------- | ---------------------- | ---------------------- | ------------------------------- |
| 1         | Domingo 10:00 pm (estreia) Domingo 9:00 pm | 10        | 22 de maio de 2016  | 2.38                   | 31 de julho de 2016    | 1.72                   | 1.60                            |
| 2         | Domingo 10:00 pm (estreia) Segunda 9:00 pm | 13        | 25 de junho de 2017 | 1.69                   | 11 de setembro de 2017 | 0.97                   | 1.16                            |
| 3         | Domingo 10:00 pm                           | 10        | 24 de junho de 2018 | 0.84                   | 26 de agosto de 2018   | 1.02                   | 0.85                            |
| 4         | Domingo 9:00 pm (estreia) Domingo 10:00 pm | 10        | 4 de agosto de 2019 | 0.62                   | 29 de setembro de 2019 | 0.51                   | 0.53                            |

### Prêmios e indicações
| Ano  | Prêmio                                      | Categoria                                                                             | Indicado | Resultado | Ref    |
| ---- | ------------------------------------------- | ------------------------------------------------------------------------------------- | --- | --------- | ------ |
| 2016 | Hollywood Post Alliance Awards              | Outstanding Sound - Television                                                        | Richard Yawn, Mark Linden, Tara Paul | Indicado  | [ 40 ] |
| 2017 | American Society of Cinematographers Awards | Outstanding Achievement in Cinematography in Regular Series for Commercial Television | John Grillo | Indicado  | [ 41 ] |
| 2017 | Art Directors Guild Awards                  | One Hour Contemporary Single-Camera Television Series                                 | David Blass, Mark Zuelzke, Kirsten Oglesby, Derek Jensen, Gregory G. Sandoval, Taura C.C. Rivera, Tyler Standen, Brandon Arrington, Amy Lynn Umezu, Edward McLoughlin | Indicado  | [ 42 ] |
| 2017 | Saturn Awards                               | Best Fantasy Television Series                                                        | Preacher | Indicado  | [ 43 ] |
| 2018 | Saturn Awards                               | Best Horror Television Series                                                         | Preacher | Indicado  | [ 44 ] |

## Talking Preacher
Talking Preacher é um talk show apresentado por Chris Hardwick que oferece aos telespectadores uma discussão sobre os episódios de Preacher. Usa o mesmo formato de Talking Dead, Talking Bad e Talking Saul, também apresentado por Chris Hardwick.
O primeiro episódio de Talking Preacher estreou imediatamente após a reprise dp piloto da série em 29 de maio de 2016, com os convidados Seth Rogen, Evan Goldberg, Dominic Cooper e Sam Catlin, e recebeu 538.000 espectadores. A segunda parte do programa foi ao ar após o final da primeira temporada de Preacher em 31 de julho de 2016, com os convidados Rogen, Goldberg e Ian Colletti, e recebeu 620.000 espectadores.